# Katrina Lehis
Katrina Lehis (n. 19 decembrie 1994, Haapsalu, Lääne maakond, Estonia) este o scrimeră estoniană specializată pe spadă, campioană mondială la juniori în 2013 și vicecampioană europeană pe echipe în 2015.
A început să practice scrima la vârsta de 10 ani sub îndrumarea lui Helen Nelis-Naukas și Peeter Nelis. S-a alăturat echipei naționale de cadeți în anul 2009. A câștigat Cupa Mondială de juniori în 2013 și a cucerit medalia de aur la  Campionatul Mondial de Scrimă pentru juniori din 2014. Pentru această realizare a fost numită cea mai bună sportivă a anului 2014 la juniori.
În sezonul 2014-2015 a fost inclusă în echipa de seniori, cu care a cucerit medalia de argint la Campionatul European de la Montreux și la prima ediție a Jocurilor Europene, Estonia fiind învinsă de România de fiecare dată. La Campionatul Mondial, a ajuns în sferturile de finală, trecând en passant de capul de serie nr.3 Ana Maria Brânză, dar a fost eliminată de suedeza Emma Samuelsson. A încheiat sezonul pe locul 17 în clasamentul FIE, făcând un salt de 152 de locuri. 

## Palmares
Clasamentul la Cupa Mondială
| An  | 2013 | 2014 | 2015 |
| --- | ---- | ---- | ---- |
| Loc | 182  | 169  | 17   |

## Legături externe
- Profile Arhivat în 10 iunie 2015, la Wayback Machine. at the European Fencing Confederation
- en Katrina Lehis la Olympedia.org